# سفارة كولومبيا في فرنسا
سفارة كولومبيا في فرنسا هي أرفع تمثيل دبلوماسي لدولة كولومبيا لدى فرنسا. تقع السفارة في باريس وهي تهدف لتعزيز المصالح الكولومبية في فرنسا.

## وصلات خارجية
- الموقع الرسمي
- قائمة سفارات كولومبيا
- قائمة السفارات في فرنسا